# レイクウッド (カリフォルニア州)
レイクウッド（英: Lakewood）は、アメリカ合衆国カリフォルニア州ロサンゼルス郡の都市。人口は8万2496人（2020年）。西と南でロングビーチ、北でベルフラワー、北東でセリトス、南東でハワイアンガーデンズと境界を接する。
市は1950年代にライマメの生産で発展したことから、「インスタント・シティ」と呼ばれることもある。市は第二次世界大戦後のアメリカの郊外都市の典型例である。
市内を通る主要な道路は、レイクウッド・ブールバード（カリフォルニア州道19号線）、ベルフラワー・ブールバード、デルアモ・ブールバード、カーソン・ストリート、サウス・ストリートなどである。サンガブリエル・リバー・フリーウェイ（州間高速道路605号線）は市の東部を通過している。

## 歴史
レイクウッドは第二次世界大戦後のコミュニティとして計画された。
土地開発者のルイス・ボイヤー、マーク・テーパー、ベン・ウェインガートは「南カリフォルニアの地図を永遠のものに変えた」と評価されている。1949年末から始まった、1930年代、40年代～50年代にかけて大量生産された住宅に建て替えるという開発の計画は1953年に完了した。
D.J.ウォルディが数々の賞を受賞した著書『 Holy Land: A Suburban Memoir 』では、この建て替えの雰囲気について、レイクウッドで育った住民からの視点が記録されている。
市内の主要な道路は、大部分は中央分離帯や、住宅地区がある側に側道が設けられているブールバードである。多くの似たような形状の道路とは違い、側道から本線へ進入は補助幹線（collector streets）からのみ可能という珍しい構造である。この現代の都市計画で支持されている仕組みは、伝統的な格子状の都市、曲がりくねった道、クルドサックのそれぞれの中間であり、その当時の郊外・ベッドタウンのデザインに影響を与えた。
レイクウッドはカリフォルニアの行政サービス提供のパイオニアと評価されている。市は法人化された都市ではあるが、ロサンゼルス郡と大部分の自治体業務を契約し、行政サービスの提供を受けている。その他にも個人企業や官公庁とも、ロサンゼルス郡ほどではないが契約を結んでいる。
レイクウッドが法人化された1954年当時、市はアメリカで初の全ての自治体業務を委託契約した都市で、アメリカで初の「契約都市」である。セリトスやダイアモンドバーなど、ロサンゼルス郊外の都市の多くもこの「レイクウッド・プラン」を採用した。
市はデニーズが最初に店を構えた場所である。1953年、ハロルド・バトラーによってデニーズ・ドーナツが設立され、1959年にデニーズ・レストランと改称された。
2005年、市はスポーツ週刊誌スポーツ・イラストレイテッドによってカリフォルニア州の「スポーツタウン」に指定された。

## 地理
レイクウッドはロングビーチの近く、北緯33度50分51秒 西経118度7分12秒 / 北緯33.84750度 西経118.12000度に位置している。
アメリカ合衆国国勢調査局によると、市域全面積は9.5平方マイル (25 km2)で、このうち陸地は6.4平方マイル (24 km2)、水域は0.1平方マイル (0.26 km2)で水域率は0.54%である。

## 人口動態

### 2010年国勢調査
以下は2010年国勢調査による人口統計データである。
| 基礎データ - 人口: 80,048 人 - 世帯数: 26,543 世帯 - 家族数: 20,382 家族 - 人口密度: 3,265.0人/km2（8,456.4人/mi2） - 住居数: 27,470軒 - 住居密度: 1,120.5軒/km2（2,902.0 軒/mi2） - 住居 - 持家: 72.1% - 賃貸: 27.9% - 住人 - 持家: 57,591人（71.9%） - 賃貸: 22,348人（27.9%） - 空家・空室率 - 持家: 1.1% - 賃貸: 5.7% 人種別人口構成 - 白人: 56.0%（ヒスパニックを除くと40.9％） - アフリカン・アメリカン: 8.7% - ネイティブ・アメリカン: 0.7% - アジア人: 16.4% - フィリピン人: 8.1% - 韓国人: 1.5% - 中国人: 1.4% - カンボジア人: 1.4% - ベトナム人: 1.2% - 日本人: 0.7% - インド人: 0.6% - タイ人: 0.4% - 太平洋諸島系: 0.9% - その他の人種:11.6% - 混血: 5.7% - ヒスパニック・ラテン系: 30.1% - メキシコ系: 24.1% | 年齢別人口構成 - 18歳未満: 24.3% - 18-24歳: 9.5% - 25-44歳: 27.6% - 45-64歳: 27.2% - 65歳以上: 11.4% - 年齢の中央値: 37.5歳 - 性比（女性100人あたり男性の人口） - 総人口: 94.3 - 18歳以上: 90.8 世帯と家族（対世帯数） - 18歳未満の子供がいる: 40.1% - 結婚・同居している夫婦: 55.4% - 未婚・離婚・死別女性が世帯主: 15.0% - 未婚・離婚・死別男性が世帯主: 6.4% - 未婚の異性のカップル: 4.8% - 同性のカップル: 1.1% - 単身世帯: 17.8% - 65歳以上の老人1人暮らし: 7.4% - 平均構成人数 - 世帯: 3.01人 - 家族: 3.41人 収入と家計 - 収入の中央値 - 世帯: 78,876 米ドル - 貧困線以下: 7.6% |

## 経済
市内にはレイクウッド・センターというショッピングモールがある。

### 主要な雇用主
市の包括的年間財務報告書2012年版 によれば、市内の雇用主トップ10は以下の通りである。
| 順位 | 雇用主                             | 従業員数 | 比率  |
| ---- | ---------------------------------- | -------- | ----- |
| 1    | ロングビーチ統一学区               | 935      | 5.50% |
| 2    | レイクウッド地域メディカルセンター | 797      | 4.69% |
| 3    | レイクウッド市                     | 613      | 3.61% |
| 4    | ロサンゼルス郡児童相談所           | 494      | 2.91% |
| 5    | ベルフラワー統一学区               | 406      | 2.39% |
| 6    | ロサンゼルス郡保安局               | 359      | 2.11% |
| 7    | ウォルマート                       | 346      | 2.04% |
| 8    | ABC統一学区                        | 335      | 1.97% |
| 9    | アルバートソンズ                   | 329      | 1.94% |
| 10   | マクドナルド                       | 221      | 1.30% |

## 政治
カリフォルニア州議会上院では第32区、第33区に属している。州議会下院では第63選挙区に属している。
合衆国議会下院では第38区、第47区に属している。

## 救急サービス
市の消防はロサンゼルス郡消防局が、救急搬送はケア・アンビュランス・サービスがそれぞれ行っている。
ロサンゼルス郡保安局は市内にレイクウッド支局を置いている。
市はロサンゼルス郡保安局の航空局とは別に警察ヘリコプターを運用している。これは「スカイ・ナイト」と呼ばれている。1966年からアメリカで初の昼夜のヘリコプターによるパトロールが始められた（これまでは捜索や救助に運用されていた）。

## 教育
市内には4つの学区がある。
市民有志によって「レイクウッド統一学区組織委員会」が作られた。このグループは「レイクウッド統一学区」の設立を目指している。

### ロングビーチ統一学区
- 小学校
  - クリーブランド小学校
  - オリバー・ウェンデル小学校
  - マディソン小学校
  - ライリー小学校

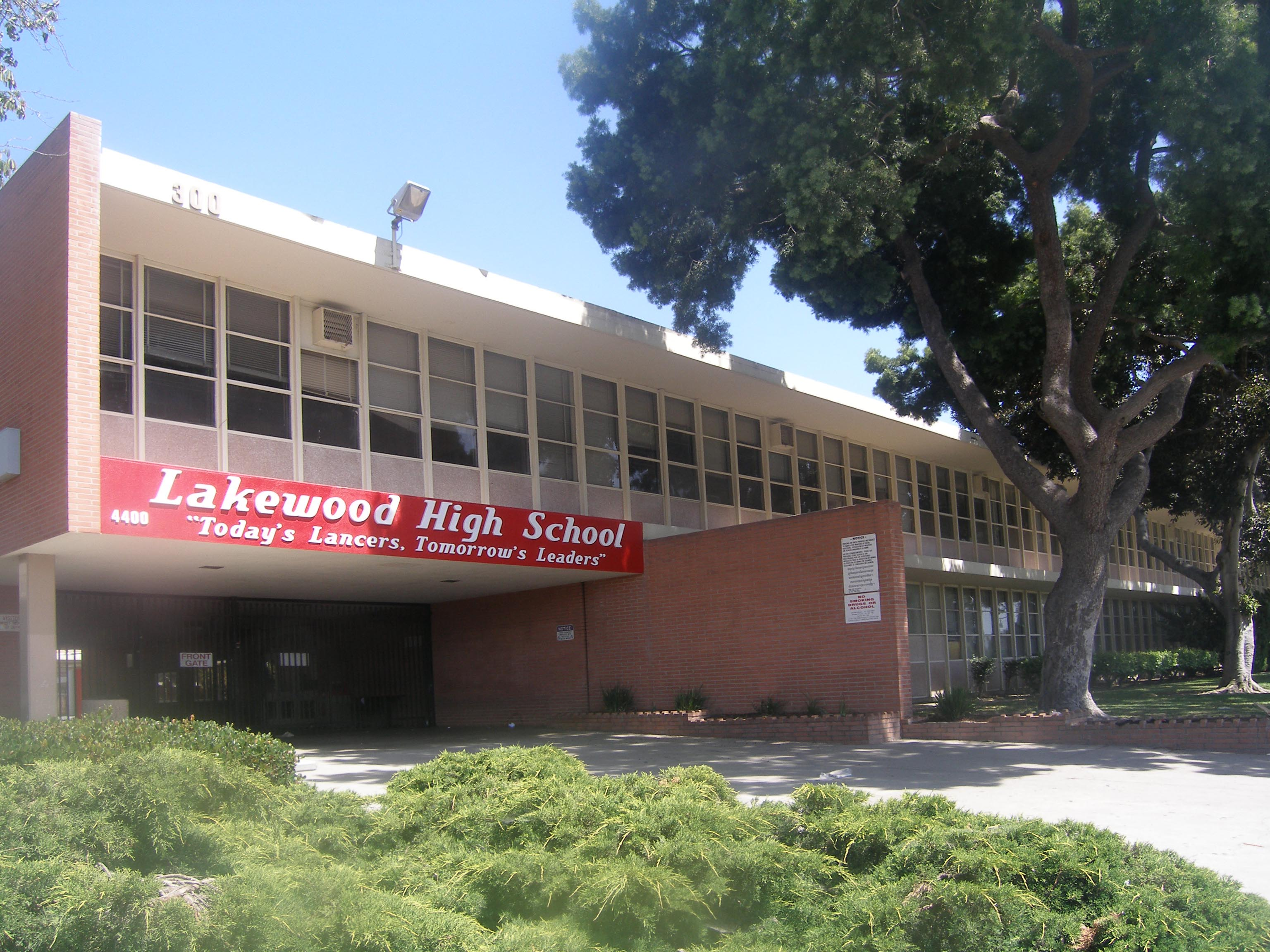
レイクウッド高校

  - マーク・トウェイン小学校（ロングビーチ市）

- 中学校
  - バンクロフト中学校（ロングビーチ市）
  - デミル中学校（ロングビーチ市）
  - フーヴァー中学校

- K-8（幼稚園～8年生）
  - ゴンパーズ小学校
  - モンロー・スクール

- 高校
  - ジョーダン高校
  - レイクウッド高校

### パラマウント統一学区
- K-8
  - コリンズ高校（ロングビーチ市）
  - レイクウッド小学校
  - モクラー小学校（パラマウント市）

- 高校
  - パラマウント高校（パラマウント市）

### ベルフラワー統一学区
- 小学校
  - ステファン・フォスター小学校
  - インテンシブ・ラーニング・センター
  - ジェファーソン小学校（ベルフラワー市）
  - エスター・リンドストロム小学校
  - クレイグ・ウィリアムス小学校

- 高校
  - メイフェア高校
  - サマセット高校（ベルフラワー市）
  - ベルフラワー高校（ベルフラワー市）

### ABC統一学区
- 小学校
  - アロハ小学校
  - メルボーン小学校
  - パット・ニクソン小学校（セリトス市）
  - パルムス小学校
  - ウィロー小学校

- 中学校
  - ハスケル中学校（セリトス市）
  - テツラフ中学校（セリトス市）

- 高校
  - アルテシア高校
  - セリトス高校（セリトス市）
  - リチャード・ガー高校（セリトス市）
  - ホイットニー高校（セリトス市）

### 図書館
市内にはロサンゼルス郡公共図書館の運営する２つの図書館がある。
- ジョージ・ナイ・ジュニア図書館 - デルアモ・ブールバード6600番地
- アンジェロ・M・イアコボーニ図書館 - クラーク・アベニュー4990番地